# Хуан Нуньес I де Лара
Хуан Нуньес I де Лара и Леон, также известный как «Эль Гордо» или «Фат» (исп. Juan Núñez I de Lara; ? — апрель 1294, Кордова) — крупный испанский аристократ, глава дома Лара (1276—1294). Также ему принадлежали сеньории Лерма, Амайя, Дуэньяс, Паленсуэла, Тордеумос, Торрелобатон и Ла-Мота. Кроме того, он был известен как сеньор де Альбаррасин благодаря своему первому браку с Терезой Альварес де Азагра.

## Происхождение семьи
Хуан был сыном Нуньо Гонсалеса де Лара Эль Буэно (? — 1275), главы дома Лары, и его жены Терезы Альфонсо де Леон, внучки короля Леона Альфонсо IX. Потомок по отцовской линии Гонсало Нуньеса де Лары (? — 1106) и его жены Мария Диас де Аро-и-Азагра. Он был братом Нуньо Гонсалеса де Лара-и-Леона (? — 1291), сеньора де Эстелья-Лизарра, и Тересы Нуньес де Лара-и-Леона, которая вышла замуж за Хиля Гомеса де Роа, и Марии Нуньес де Лара-и-Леон, которая вышла замуж за Диего Гомеса-и-Леон.

## Биография

### Детство и время правления Альфонсо X
Точная дата рождения Хуана Нуньеса неизвестна. 2 февраля 1266 года был объявлен вассалом аббатства Санта-Марии и Сан-Андрес и сеньора де Альбаррасина. Вместе со своим братом, Нуньо Гонсалес де Лара и Леон, он пожертвовал определенные товары Майор Альфонсо, настоятельнице Аббатства де-Санта-Мария и Сан-Андрес. Через несколько месяцев, 25 июля 1266 года, вместе с братом Нуньо Гонсалес, он был подтвержден в документе, подтверждая приверженность некоторых дворян из Калеруэги, чтобы их пожаловал король Кастилии Альфонсо X.
Хуан Нуньес I де Лара сопровождал короля Франции Людовика IX Святого и короля Теобальда II Наваррского во время Восьмого крестового похода в Тунис. Он участвовал в этом крестовом походе без согласия короля Кастилии Альфонсо X, но тем не менее смог сохранить все свои земли и титулы в Кастилии.

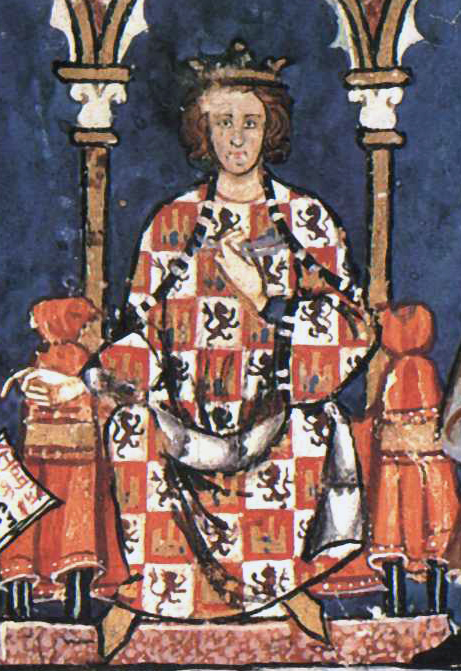
Картина, на которой изображен король Кастилии Альфонсо X.

Во время восстаний знати 1272—1273 годах, в которых Хуан Нуньес I поддерживал позиции своего отца и других мятежных магнатов против инфанта Филиппа Кастильского. Филипп был братом кастильского короля Альфонсо X. Хуан Нуньес пытался сохранить верность королю, который в начале восстания поручил ему вместе с Гонсало Пересом Гудиэлем, епископом Куэнки, чтобы убедить инфанта Филиппа и других магнатов разорвать свои соглашения с Наваррой. После этой неудачной попытки Хуан Нуньес сопровождал своего отца, Нуньо Гонсалеса де Лара «Эль Буэно», когда он и мятежные магнаты покинули королевство Кастилия и Леон и искали убежища в Гранадском эмирате. Во время своего пребывания в Гранаде и во время самого восстания он вместе со своим отцом участвовал в мирных переговорах между Кастилией и Гранадой и восставшими дворянами.
В начале 1273 года Хуан Нуньес I де Лара, который до сих пор действовал как посредническая сила вместе с епископом Куэнки между своим отцом и королем, отказался от поддержки кастильской короны и принял участие в мятеже. Зимой 1273 года в городе Туделе инфант Филипп Кастильский, Лопе Диас III де Аро, Альвар Диас де Астуриас, Нуньо Гонсалес де Лара «Эль Буэно» и его сыновья Хуан Нуньес де Лара, и Нуньо Гонсалес де Лара-и-Леон со своими сторонниками собрались, чтобы поклониться и присягнуть на верность королю Наварры Генриху I. Именно здесь Хуан Нуньес I предложил королю Наварры список претензий, которые он и другие бывшие кастильские аристократы имели против своего бывшего короля, Альфонсо X. Бывшие кастильские аристократы, в свою очередь, принесли новые клятвы на верность Наваррскому королевству, как ни ранее служили мусульманскому эмиру Гранады.
Несмотря на предательство многих из его знати, король Кастилии Альфонсо X хотел преследовать получить для себя титул императора Священной Римской империи. С этой целью он позволил некоторым членам королевской семьи возобновить переговоры с мятежными дворянами. Среди этих посредников были инфанты Фердинанд де ла Серда и Мануэль Кастильский, королева Виоланта Арагонская (жена Альфонсо X) и архиепископ Толедский Санчо де Арагон, сын короля Хайме I Арагонского. После долгих переговоров Альфонсо X, по совету своего брата Фадрике Кастильского и Симона Руиса де лос Камероса, принял большинство требований изгнанной знати, представив окончательное соглашение Нуньо Гонсалесу де Лара «Эль-Буэно», который в 1273 году встретился с королевой Иоландой Арагонской в городе Кордова. В конце того же года изгнанные дворяне вернулись в Кастилию. В то же время Мухаммед II Аль-Факих, эмир Гранады, объявил себя и свое королевство вассалом короля Кастилии Альфонсо X, хотя хроники короля Альфонсо X ошибочно утверждают, что это объявление не приходило до 1274 года. В июле 1273 года Фернандо Родригес де Кастро, Симон Руис де лос Камерос и Диего Лопес V де Аро, младший брат Лопе Диаса III де Аро, были утверждены в качестве вновь вступивших в королевские дипломы. Только в начале следующего, 1274 года, Нуньо Гонсалес де Лара «Эль-Буэно» и его дети, среди прочих дворян, были допущены обратно в списки. Отец Хуана Нуньеса, Нуньо Гонсалес, вновь появился в королевских списках 24 января 1274 года и был восстановлен в правах, не полученных с 14 июля 1272 года. Согласно хроникам Альфонсо X, он был восстановлен в должности в начале 1274 года, когда он был назван главным аделантадо Андалусии.

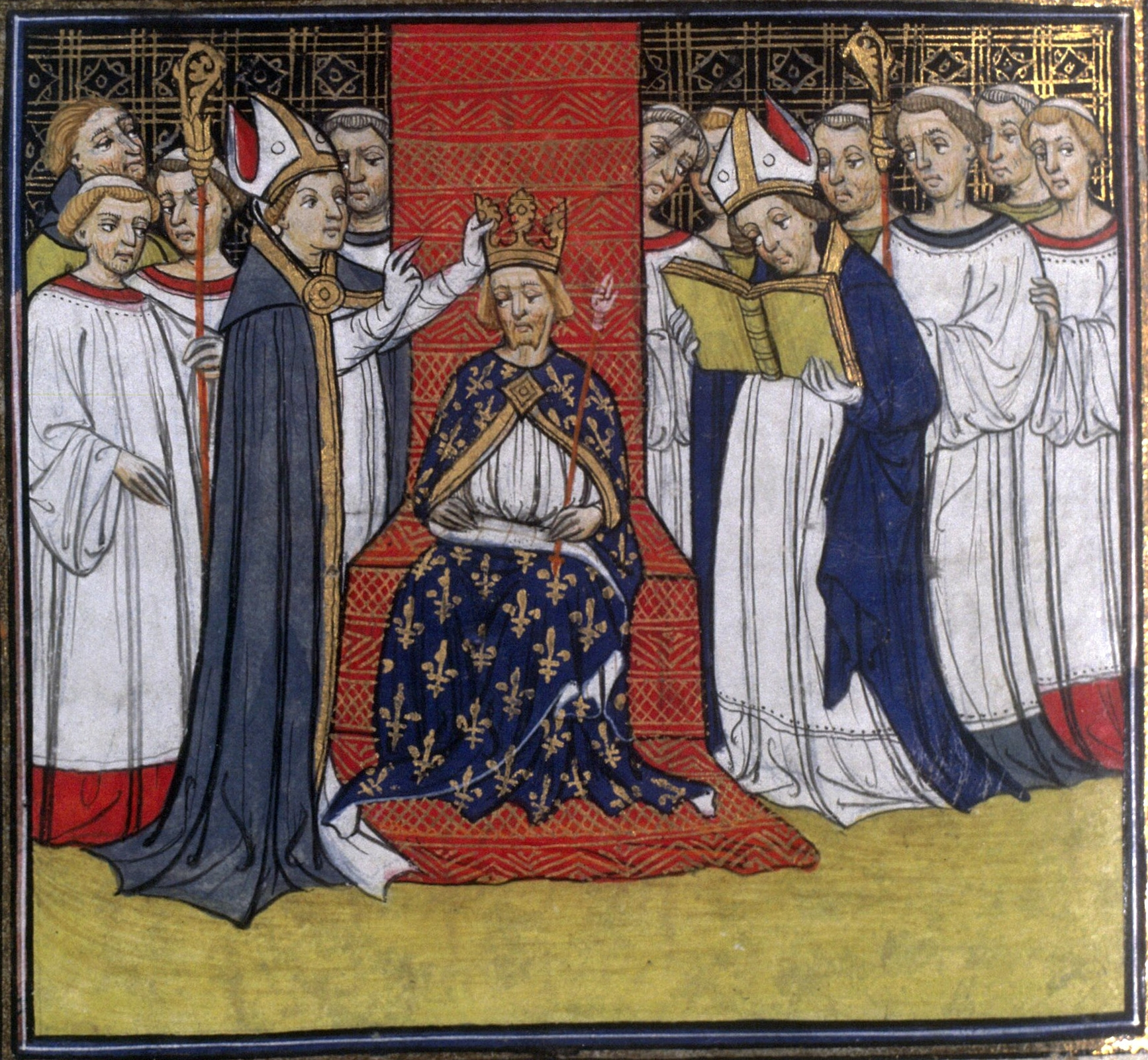
Средневековая миниатюра, изображающая коронацию французского короля Филиппа III Смелого.

В 1273 году Хуан Нуньес I де Лара входил в состав посольства, посланного Альфонсо X к папе римскому Григорию X. Во время этой поездки кастильский монарх безуспешно пытался убедить папу поддержать его притязания на престол Священной Римской империи. Вместо этого папа римский попытался убедить Альфонсо X отказаться от этих амбиций.
Кроме того, Хуан Нуньес де Лара присутствовал на кортесах в Толедо 1275 года, где он помогал своему отцу и брату в их целях, и где Альфонсо X доверил управление своим королевством своему старшему сыну, инфанту Фердинанду де ла Серда. Король объявил о своем решении отправиться во Францию и Германию, где он будет официально коронован как император Священной Римской империи.
В отсутствие Альфонсо X Кастильского Хуан Нуньес I сопровождал инфанта Фердинанда де ла Серда при исполнении его официальных обязанностей. 25 июля 1275 года инфант Фердинанд де ла Серда скончался в Сьюдад-Реале, ожидая подкрепления в борьбе против династии Маринидов в Андалусии. Перед своей смертью Фердинанд де ла Серда попросил Хуана Нуньеса I служить в его интересах, чтобы защитить права наследования его детей, инфантов, Альфонсо де ла Серда и Фердинанда де ла Серда. После смерти Фердинанда де ла Серда Хуан Нуньес I присоединился к каравану, который доставил тело инфанта в аббатство Санта-Мария-ла-Реаль-де-Лас-Уэльгас, где его похоронили.
После смерти Фердинанда де ла Серда в Сьюдад-Реаль прибыл инфант Санчо, старший из ныне живущих сыновей короля Альфонсо X Кастильского, и Лопе Диас III де Аро, сеньор Бискайи. Лопе Диас III согласился помочь Санчо поддержать его претензии на трон Кастилии и заменить инфантов де ла Серда в обмен на защиту его интересов. Лопе Диас III собрал своих вассалов в Сьюдад-Реале, чтобы объявить о своем решении поддержать притязания Санчо на трон в качестве законного преемника короля Альфонсо X. Они также поклялась защищать королевство от мусульманских набегов на кастильские границы.
В начале сентября 1275 года Нуньо Гонсалес де Лара «Эль Буэно», отец Хуана Нуньеса I, погиб в битве при Эсихе, где кастильские войска были разбиты силами династии Маринидов, вторгшихся в Андалусию. Голова его отца была послана эмиром Гранады в Кордову, что он, по-видимому, считал жестом доброй воли, поскольку Нуньо Гонсалес ранее служил Гранадскому эмирату. Нуньо Гонсалес был похоронен вместе с остальными частями его тела в монастыре Сан-Пабло-де-Паленсия.
После смерти своего отца Хуан Нуньес I унаследовал титул главы дома Лары и стал активным защитником прав на престол инфантов де ла Серда, как он и обещал инфанту Филиппу Кастильскому. Его главный соперник, Лопе Диас III де Аро, сеньор Бискайи, стал главным защитником притязаний инфанта Санчо Кастильского.
Хуан Нуньес I покинул Кастильское королевство в сентябре 1276 года, чтобы поступить на службу к королю Франции Филиппу III. К нему присоединился во Франции его брат Нуньо Гонсалес де Лара и Леон. Находясь во Франции, оба брата стали главными защитниками линии наследования дома де ла Серда в пределах Французского королевства. В Виторийском договоре от ноября 1276 года, подписанном королями Альфонсо X Кастильским и Филиппом III Французским, Альфонсо X обещает вернуть все земли, конфискованные у Хуана Нуньеса I де Лара, и вернуть их ему и его наследникам, хотя положения этой части договора не были четко изложены.
После того, как король Кастилии Альфонсо X и король Арагона Педро III пришли к соглашению по Вистас де Кампильо, по условиям которого арагонский монарх отказался от своих прав на Сеньорию де Альбаррасин. Инфант Санчо, который стал врагом своего отца по вопросу инфантов де ла Серда, попросил короля Арагона, чтобы он поддержал его притязания на кастильский королевский трон в обмен на его восстановлении его власти над сеньорией де Альбаррасин.
В 1283 году Хуан Нуньес I вместе со своим сыном Альваро Нуньесом де Ларой, инфантом Хайме Кастильским, сеньором де Камерос, и Хуаном Альфонсо де Аро продолжали вести войну против инфанта Санчо. Сторонники Серда вместе со своими вассалами захватили власть в городе Тревиньо. Услышав это, Санчо послал Лопе Диаса III де Аро вместе с его армией в Тревиньо, чтобы противостоять им. Как бы то ни было, сражений между этими силами там не было. 4 апреля 1284 года в городе Севилье скончался король Кастилии Альфонсо X. Ему наследовал престол его старший сын, Санчо IV Кастильский, враг Хуана Нуньеса I и его интересов.

### Действия во время правления Санчо IV Храброго (1276—1294)

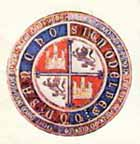
Королевская печать короля Кастилии Санчо IV Храброго.

29 сентября 1284 года, после многомесячной осады армией короля Арагона Педро III город Альбаррасин сдался и был занят арагонцами. После осады Альбаррасина арагонский монарх передал город и власть над Альбаррасином Фернандо де Арагону, своему незаконному сыну от Инес Сапаты. После капитуляции Альбаррасина Хуан Нуньес I продолжал служить королю Франции Филиппу III Смелому. В 1285 году войска дома Лары были разбиты арагонцами.
В 1287 году умер его старший сын, Альваро Нуньес де Лара. Альваро Нуньес был первенцем Хуана Нуньеса I, хотя некоторые хроники Альфонсо X и Санчо IV упоминают его как брата Хуана. В 1288 году Санчо IV Кастильский убил своего бывшего вассала Лопе Диаса III де Аро, сеньора Бискайи, и приказал заключить в тюрьму своего брата Хуана Кастильского, которого спасло только вмешательство их матери, королевы Иоланды Арагонской. Хуан Кастильский был заключен в тюрьму в Бургосе по приказу короля.
В 1289 году, придя к соглашению с королем Санчо IV по поводу городов Мойя и Каньете, Хуан Нуньес I возвратился в Кастилию и отправил свою дочь Хуану Нуньес де Лара к королеве Марии де Молине, жене Санчо IV, чтобы она могла быть воспитана при её дворе, как это было оговорено в вышеупомянутом соглашении. После своего возвращения в столицу король Санчо IV назначил Хуана Нуньеса I, нового сеньора Бискайи, фронтеро Арагона с условием, что он будет сражаться с Диего Лопесом IV де Аро, новым сеньором Бискайи, королем Арагона Альфонсо III. Тем не менее, прежде чем приступить к исполнению своих обязанностей фронтеро, Хуан Нуньес I осмотрел свои земли в Бургосе, подвергшиеся нападению со стороны Педро Диаса де Кастаньеды и его брата Нуньо Диаса де Кастаньеды, сторонников сеньора Бискайи. В отместку Хуан Нуньес I опустошил область Астурия-де-Сантильяна, где семья Педро Диаса владела многими областями, хотя Санчо IV строго приказал ему этого не делать, поскольку дом Кастаньеда был могуществен в Астурии. Хуан Нуньес I продолжал свою войну против Арагонского королевства и против Диего Лопеса IV де Аро, который скончался в 1289 году.
В апреле 1290 года Хуан Нуньес I был с королем Кастилии в Бургосе, когда некоторые придворные оттолкнули главу дома Лара, сказав ему, что Санчо IV замышляет его смерть. Они сообщили ему, что если он вернется в королевский дворец, то будет убит. По этой причине сеньор Лара удалился со своими рыцарями в город Сан-Андрес-де-Арройо. Как только он оказался там, и король, и королева попытались уверить его, что они не желают ему никакого вреда. Тем не менее, Лара решила не возвращаться к королевскому двору, хотя он действительно согласился на встречу с королевой Марией де Молина в городе Вальядолид. Поначалу казалось, что король и сеньор Лара быстро достигли соглашения, однако это быстро привело в замешательство, когда король согласился на перемирие с Диего Лопесом V де Аро, заклятым врагом дома Лары. Хуан Нуньес I снова покинул двор и бежал в Наварру, а затем в Арагон.
Вскоре после переезда в Арагон Хуан Нуньес I начал посвящать себя восстановлению сеньории де Альбаррасина. Вместе со своими войсками он вторгся в Королевство Кастилия и напал на область Куэнка и Аларкон. Там к нему подошли арагонско-леонские войска под командованием Эстебана Фернандеса де Кастро, сеньора де Лемос, Руя Хиля де Виллалобоса и Хуана Фернандеса де Леона, незаконнорожденного внука Альфонсо IX Леонского, и главного майордома короля Кастилии Санчо IV. В последовавшей битве воины Хуана Нуньеса I разбили кастильско-леонскую армию. После этой победы сеньор Лара вернулся в Арагон, где 22 августа 1290 года в городе Валенсия он принес оммаж королю Арагона Альфонсо III вместе со своим сыном Хуаном Нуньесом II де Лара. Хуан Нуньес I поклялся помогать Альфонсо III Арагонскому в его борьбе против короля Кастилии Санчо IV и предоставить убежище в своих замках монарху Арагона и его воинам.
К концу 1290 года Хуан Нуньес I рассердился на короля Арагона, ибо, хотя ему и было обещано возвращение власти над Альбаррасином, стало ясно, что эта сделка никогда не состоится. В конце концов Хуан Нуньес I принял неоднократные предложения Санчо IV и вернулся в Кастилию. Перед его возвращением в Кастилию, его сын, Хуан Нуньес II де Лара, женился на Изабель Альфонсо де Молине, дочери Альфонсо Фернандеса де Кастилия и Бланки Альфонсо де Молина, чтобы обезопасить себя от любой недоброжелательности со стороны Санчо IV или знати королевства. Свадьба была отпразднована по возвращении Хуана Нуньеса I в Кастилию. Изабель Альфонсо де Молина была также наследницей по материнской линии сеньории де Молина, титула, который с давних времен принадлежал дому Лары. Вскоре после этого Хуан Нуньес I был с королем Санчо IV в городе Толедо после того, как сопровождал его в Куэнку. Именно там рыцарь сообщил сеньору де Лара, что кастильский король снова замышляет его смерть. Король быстро сообщил Ларе, что обвинение было ложным, и назвал человека, который передал это сообщение Хуану Нуньесу I, лживым рыцарем в присутствии всего двора.
Вскоре после этого инцидента Хуан Нуньес I объединился с Хуаном Альфонсо де Менесесом, сеньором де Альбуркерке, против короля Кастилии Санчо IV, и оба они убедили короля освободить его брата, инфанта Хуана Кастильского, который находился в тюрьме с 1288 года, когда он и Лопе Диас III де Аро были раскрыты в заговоре. Лопе Диас де Аро был убит по приказу короля за свою роль в этом заговоре. К 1291 году король Санчо IV и Хуан Нуньес I договорились, что Хуана Нуньес де Лара, дочь Хуана Нуньеса I, выйдет замуж за инфанта Альфонсо де Кастилья-и-Молина, сына короля Санчо IV в Вальядолиде в возрасте 5 лет. Из-за заключенного в прошлом соглашения между Санчо IV и сеньором де Лара новый арагонский король Хайме II, брат Альфонсо III, временно отказался от своей политики поддержки притязаний Альфонсо де ла Серда на престолонаследие.
В 1292 году Хуан Нуньес I вновь стал врагом короля Санчо IV Кастильского и бежал из Кастилии. Он снова отправился во Францию, где поступил на службу к королю Филиппу IV Красивому. Однако после того, как Санчо IV направил к Филиппу IV Красивому посольство, французский монарх перестал поддерживать притязания братьев Серда на кастильский трон, а также прекратил свою поддержку Хуану Нуньесу I.

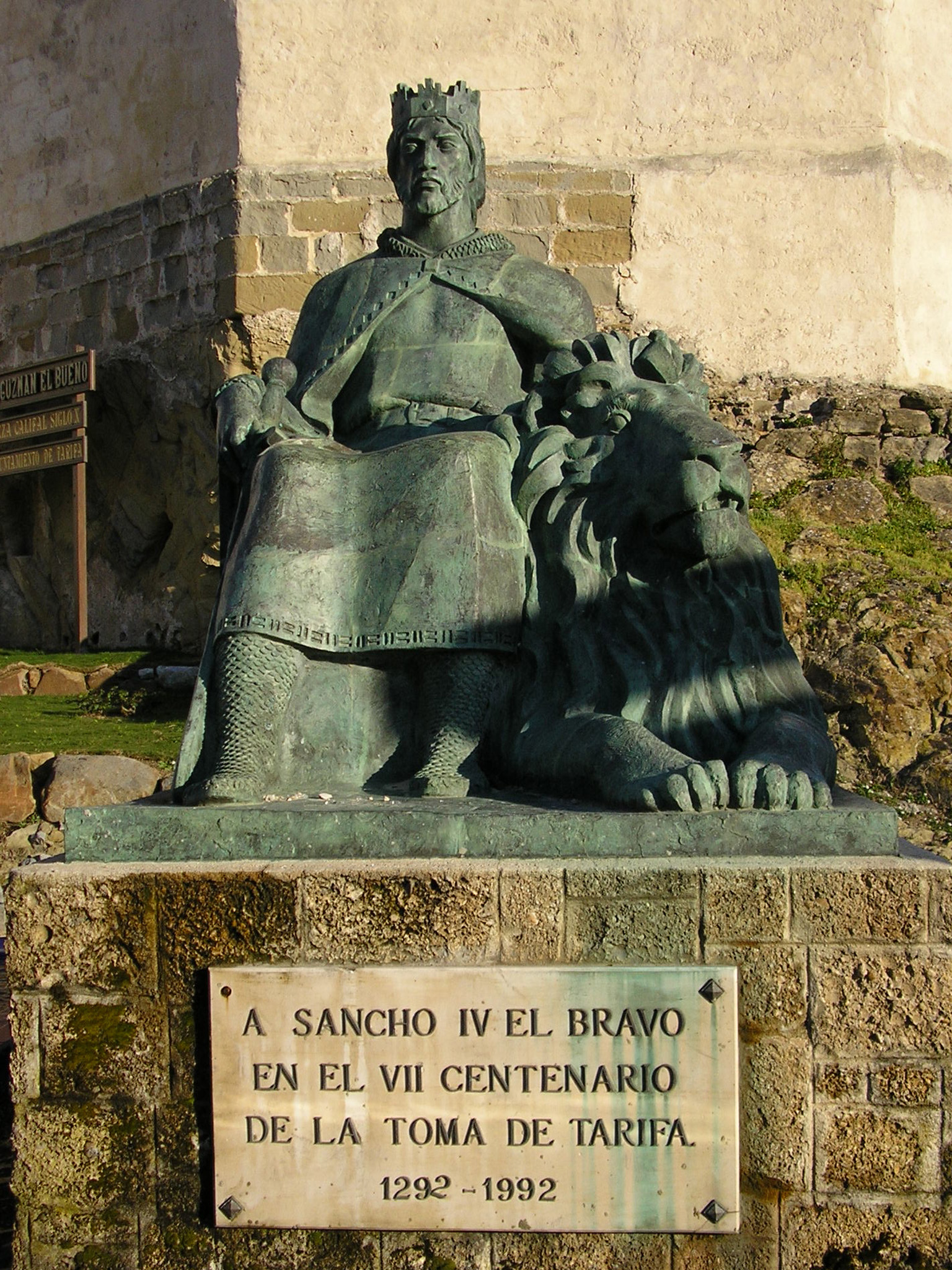
Статуя Санчо IV, короля Кастилии и Леона, Тарифа, Кадис.

В августе 1292 года умерла Изабель Альфонсо де Молина, невестка Хуана Нуньеса I, супруга его сына Хуана Нуньеса II де Лары и дочь короля Санчо IV. Его семейные обязательства перед Санчо IV были официально прекращены, сын Хуана Нуньеса I, Хуан Нуньес II де Лара, не терял времени даром и присоединился к своему отцу в восстании против короля вместе с братом короля, инфантом Хуаном Кастильским. Во время следующего конфликта Хуан Нуньес II и Хуан Кастильский потерпели поражение. Инфант Хуан Кастильский бежал в Португалию. Вскоре после этого Хуан Нуньес I вернулся в Кастилию и предложил свои услуги королю Санчо IV для борьбы против своего бывшего союзника Хуана Кастильского, который вместе с Хуаном Альфонсо де Менесесом, сеньором де Альбуркерке, вторгся в королевство. В то время как Санчо IV отправился на фронт, чтобы встретиться с Хайме II Арагонским, Хуан Нуньес I начал сражаться с Хуаном Кастильским, который победил его в битве при Заморано-де-Пелеас и взял в плен. Вскоре после этого поражения, Хуан Нуньес II де Лара, который сопровождал короля Санчо Кастильского на встречу с королем Хайме II Арагонским, покинул королевскую свиту и отправился в Португалию, чтобы просить об освобождении своего отца.
Со своей стороны Хуан Нуньес I де Лара, находившийся в плену у инфанта Хуана Кастильского, убедил последнего в том, что он поможет ему восстановить власть над сеньорией Бискайя, за которую боролись его жена Мария II Диас де Аро и Диего Лопес V де Аро. Сеньор де Лара далее предложил Хуану Кастильскому, чтобы король Португалии окажет им поддержку в любом соглашении между ними. Кроме того, после того, как он был освобожден инфантом Хуаном, Хуан Нуньес I попросил защиты у короля Португалии Диниша I, который помог ему вернуться в Кастилию.
Вернувшись в Кастилию, король Санчо IV освободил его от всякой клятвы, данной инфанту Хуану Кастильскому, и сеньор де Лара отправился в его владения в Кастилии. Вскоре после этого король Санчо IV отправил Хуана Нуньеса I в Андалусию для защиты границы от армии гранадского эмира Мухаммеда II Аль-Факиха, который вступил в союз с султаном Марокко.

## Смерть
Хуан Нуньес I де Лара скончался в Кордове в апреле 1294 года. Его тело было перенесено в город Бургос, где он был похоронен в монастыре Сан-Пабло-Де-Бургос, принадлежащем Доминиканскому ордену. Его останки исчезли вместе с его гробницей, когда монастырь был разграблен и разрушен французскими войсками во время Войны на полуострове. Позднее руины монастыря, которые все еще стояли, были разрушены испанской армией в 1870 году для постройки казармы.

## Брак и потомство
Первый брак Хуана был заключен незадолго до 1260 года с Терезой Альварес де Азагра. Она была дочерью Альваро Переса де Азагра, вассала Санта-Марии и сеньора де Альбаррасин, и его жены Инес, незаконнорожденной дочери короля Теобальда I Наваррского. У этой пары родился один сын:
- Альваро Нуньес де Лара (ок. 1261—1287).

Второй его брак был с Терезой де Аро, дочерью Диего Лопеса III де Аро, сеньора Бискайи, и его жены Констанции де Беарн. От этого брака родилось четверо детей:
- Хуан Нуньес II де Лара (ок. 1276—1315), глава дома де Лара (1294—1315).
- Нуньо Гонсалес де Лара (ок. 1284—1296), королевский знаменосец (1295—1296).
- Хуана Нуньес де Лара (1285—1351), 1-й муж с 1299 года инфант Энрике Кастильский (1230—1304), 2-й муж с 1308 года Фердинанд де ла Серда, сеньор де Лара (1275—1322).
- Тереза Нуньес де Лара и Аро (ок. 1280 — ок. 1314), муж с 1303 года Альфонсо де Валенсия (1282/1283 — 1316), сеньор де Валенсия-де-Кампас, главный королевский майордом (1315—1316).

## Историческая полемика
Луис де Саласар-и-Кастро, испанский писатель XVII века, сосредоточившийся на исторической генеалогии, ошибся в своей хронике о доме де Лара, назвав четыре отдельных человека по имени Хуан Нуньес де Лара. Он ошибочно упомянул двух человек с именем «Хуан Нуньес I», один из которых умер в 1294 году, а другой — в 1276 году. На самом же деле это был один и тот же человек. Хуан Нуньес I де Лара скончался в 1294 году, но был сослан во Францию в 1276 году, и это событие Луис де Кастро неверно истолковал как его смерть. В своих трудах Салазар-и-Кастро приписывает второму вымышленному «Хуану Нуньесу» брак с Терезой Альварес де Азагра, от которого рождаются дети: Хуан Нуньес II де Лара и Хуана Нуньес де Лара. Эти потомки были детьми Хуана Нуньеса I де Лары, о котором пишет эта статья, и исторически было доказано только, что три Хуана Нуньес де Лара когда-либо существовали, возглавляя дом Лары с 1275 по 1350 год. Эту позицию поддерживает большинство историков.